# Die Mute
Die Mute är en bergstopp i Österrike.   Den ligger i distriktet Imst och förbundslandet Tyrolen, i den västra delen av landet, 400 km väster om huvudstaden Wien. Toppen på Die Mute är 2 398 meter över havet. Die Mute ligger vid sjön Speicher Finstertal.
Terrängen runt Die Mute är mycket bergig. Närmaste större samhälle är Telfs, 12,4 km norr om Die Mute. 
Trakten runt Die Mute består i huvudsak av gräsmarker. Runt Die Mute är det ganska tätbefolkat, med 65 invånare per kvadratkilometer.